# Ріта Пічардо
Ріта Пічардо (ісп. Rita Pichardo; нар. 22 травня 1970) — колишня кубинська тенісистка.
Найвищу одиночну позицію світового рейтингу — 403 місце досягла 23 березня 1992, парну — 209 місце — 2 грудня 1991 року.
Здобула 2 одиночні та 6 парних титулів.

## Фінали ITF

### Одиночний розряд: 4 (2–2)
| Результат | Ранг | Дата           | Турнір                          | Покриття | Суперниця        | Рахунок       |
| --------- | ---- | -------------- | ------------------------------- | -------- | ---------------- | ------------- |
| Перемога  | 1.   | 19 травня 1991 | Сан-Луїс-Потосі (штат), Мексика | Тверде   | Моніка Мраз      | 3–6, 6–4, 6–0 |
| Поразка   | 1.   | 26 травня 1991 | Агуаскальєнтес, Мексика         | Тверде   | Кірстен Дреєр    | 6–7(4), 3–6   |
| Перемога  | 2.   | 9 березня 1992 | Монтеррей, Мексика              | Тверде   | Белькіс Родрігес | 6–3, 2–6, 6–3 |
| Поразка   | 2.   | 3 жовтня 1993  | Монтеррей, Мексика              | Ґрунт    | Лусіла Бесерра   | 3–6, 5–7      |

### Парний розряд: 9 (6–3)
| Результат | Ранг | Дата              | Турнір                          | Покриття | Партнерка             | Суперниці                        | Рахунок          |
| --------- | ---- | ----------------- | ------------------------------- | -------- | --------------------- | -------------------------------- | ---------------- |
| Перемога  | 1.   | 4 березня 1990    | Леон (Мексика), Мексика         | Ґрунт    | Йоанніс Монтесіно     | Hortensia Hernandez Alicia Meraz | 6–0, 6–4         |
| Перемога  | 2.   | 19 серпня 1990    | Пезаро, Італія                  | Тверде   | Ілумінада Консепсьйон | Diana Chavez Джолен Ватанабе     | 7–6, 6–2         |
| Поразка   | 1.   | 14 жовтня 1990    | Ліма, Перу                      | Ґрунт    | Ілумінада Консепсьйон | Лаура Аррая Карім Штромаєр       | 4–6, 6–7         |
| Перемога  | 3.   | 22 квітня 1991    | Вільяермоса, Мексика            | Тверде   | Белькіс Родрігес      | Olga Limon Ісабела Петров        | 6–4, 5–7, 7–6(5) |
| Перемога  | 4.   | 13 травня 1991    | Сан-Луїс-Потосі (штат), Мексика | Тверде   | Белькіс Родрігес      | Шочітль Ескобедо Ісабела Петров  | 6–4, 1–6, 6–3    |
| Поразка   | 2.   | 4 листопада 1991  | Флоріанополіс, Бразилія         | Ґрунт    | Белькіс Родрігес      | Паула Кабесас Макарена Міранда   | 6–3, 2–6, 2–6    |
| Перемога  | 5.   | 11 листопада 1991 | Ріо-де-Жанейро, Бразилія        | Ґрунт    | Белькіс Родрігес      | Паула Кабесас Макарена Міранда   | 6–2, 6–3         |
| Поразка   | 3.   | 9 березня 1992    | Монтеррей, Мексика              | Тверде   | Белькіс Родрігес      | Лусіла Бесерра Вінченца Прокаччі | 4–6, 4–6         |
| Перемога  | 6.   | 20 вересня 1993   | Гвадалахара (Мексика), Мексика  | Ґрунт    | Белькіс Родрігес      | Adriana Garcia Йоанніс Монтесіно | 6–3, 6–1         |